# 馬爾馬托 (卡爾達斯省)
馬爾馬托是哥倫比亞的城鎮，位於該國中部，由卡爾達斯省負責管轄，始建於1536年，面積41平方公里，海拔高度1,189米，2005年人口8,175，人口密度每平方公里199.39人。
5°30′N 75°35′W / 5.500°N 75.583°W